# River Corve
River Corve är ett vattendrag i Storbritannien.   Det ligger i riksdelen England, i den södra delen av landet, 200 km nordväst om huvudstaden London.